# Aeroport de Nzeto
L'aeroport de Nzeto (codi IATA: ARZ, codi OACI: FNZE) és un aeroport que serveix Nzeto a la província del Zaire a Angola. La pista d'aterratge te 671 m.